# Bolxoi Samovets
Bolxoi Samovets (en rus: Большой Самовец) és un poble de l'óblast de Lípetsk, a Rússia, que el 2013 tenia 2.720 habitants. Pertany al districte rural de Griazi.